# سودها مورثي
سودها مورثي هي معلمة ومؤلفة وفاعلة خير هندية وُلدت في 19 أغسطس (آب) 1950، وهي مؤسسة ورئيسة مؤسسة إنفوسيس الخيرية غير الربحية. وهي متزوجة من ن ر نارايانا مورثي المؤسس المشارك لمؤسسة إنفوسيس.

## نشأتها وحياتها
وُلدت سودها مورثي في 19 أغسطس (آب) 1950 في مدينة شيغاون بمقاطعة هافيري التابعة لولاية ميسور (ولاية كرناتك حاليًا) لعائلة مرموقة تتحدث اللغة الكنادية، فوالدها هو الجراح الهندي ر. هـ. كولكارني ووالدتها هي المعلمة فيمالا كولكارني. نشأَت سودها مورثي على يد والديها وجديها من جهة الأم، وشكلت تجارب الطفولة هذه الأساس التاريخي لأول عمل أدبي بارز من تأليفها، والذي حمل عنوان «كيف علمتُ جدتي القراءة». حصلت سودها مورتي على درجة البكالوريوس في الهندسة الكهربائية والإلكترونية من كلية الهندسة والتقنية بي. في. بي (المعروفة الآن باسم جامعة كيه إل إي التقنية)، ثم حصلت على درجة الماجستير في علوم الحاسوب من المعهد الهندي للعلوم.

## مسيرتها المهنية
بدأت سودها مورتي مسيرتها المهنية بالعمل في مجال علوم وهندسة الحاسوب، ثُم أرسلت بطاقة بريدية إلى رئيس مجلس إدارة شركة تاتا موتورز تشكو فيها من تعرضها للتمييز على أساس الجنس بسبب رفض تعيينها في شركة تيلكو، والتي اقتصر العمل بها في ذلك الوقت على الرجال فقط. وبسبب هذه الرسالة، استطاعت سودها مورتي أن تحظى بمقابلة خاصة من إدارة الشركة وُظّفت على إثرها في الشركة على الفور، لتُصبح أول مهندسة تُعيّن في شركة تاتا موتورز للهندسة والقاطرات، والتي تُعتبر أكبر شركة لتصنيع السيارات في الهند، حيث انضمت إلى الشركة للعمل كمهندسة تطوير في مدينة بوني، ثم عملت في مدن أخرى مثل مومباي وجمشيدبور أيضًا، ولكنها تركت العمل في الشركة بعد ذلك، والتحقت بالعمل في مجموعة والشاند للصناعات في بوني كمحللة أنظمة أولى. وفي عام ١٩٩٦، أسست سودها مورتي مؤسسة إنفوسيس الخيرية كما درّست في جامعة كريست إلى أن تقاعدت في عام ٢٠٢٠، وهي الآن عضو في مبادرات الرعاية الصحية العامة التابعة لمؤسسة غيتس.

## نشاطها الخيري

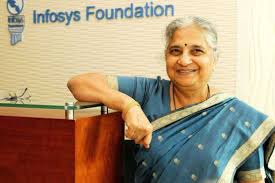
سودها مورثي في مؤسسة إنفوسيس الخيرية

اشتهرت سودها مورثي بأعمالها الخيرية، إذ أسست في عام ١٩٩٦ مؤسسة مورتي إنفوسيس، وهي مؤسسة خيرية عامة، كما أسست العديد من دور الأيتام، وشاركت في جهود التنمية الريفية في الهند، ودعمت الحركة الرامية إلى تزويد جميع المدارس الحكومية في ولاية كرناتك بمرافق الحاسوب والمكتبات، بالإضافة إلى إنشائها لمكتبة مورتي الكلاسيكية الهندية في جامعة هارفارد.

## مؤلفاتها
كان لسودها مورثي إسهامات عديدة في مجالات الأدب والترجمة، كما كتبت المقالات بصورة دورية لبعض الصحف، وقد صدر لها عدة مؤلفات باللغتين الكنادية والإنجليزية، ومن أهمها:
- الحاسوب لوكادالي: صدر باللغة الكنادية عام 2000.

- زوجة ابن الدولار: وهي رواية كتبتها في الأصل باللغة الكنادية، ثم تُرجمت لاحقًا إلى الإنجليزية وصدرت تحت اسم «دولار باهو» في عام 2013. حولت الرواية إلى مسلسل درامي تلفزيوني عُرض على قناة زي تي في عام 2001.[17][18]
- أستيتفا: صدر باللغة المراثية عام 2002.
- الحكمة والفطنة (وقصص أخرى): مجموعة قصصية صدرت باللغة الإنجليزية عام 2002.
- ماهاشويتا: رواية صدرت باللغة الإنجليزية عام 2002.
- حقية تيرادالي: صدر باللغة الكنادية عام 2003.
- كيف علمت جدتي القراءة (وقصص أخرى): مجموعة قصصية صدرت باللغة الإنجليزية عام 2004
- الرجل العجوز وإلهه: رواية صدرت باللغة الإنجليزية عام 2006.
- جوتوندو هيلوف: صدر باللغة الكنادية عام 2006.
- سامانيرالي أسامانيارو: صدر باللغة الكنادية عام 2006.
- أثيريكثي: صدر باللغة الكنادية عام 2007.
- تومولا: صدر باللغة الكنادية عام 2007.
- ياشافي: صدر باللغة الكنادية عام 2007.
- سقوط الباكولا برفق: رواية صدرت باللغة الإنجليزية عام 2008.
- رونا: وهي رواية صدرت باللغة الكنادية عام 2008، ثُم حُولت لاحقًا إلى فيلم صدر بعنوان «بيترورون» للمخرج نيتيش بهاردواج،[19] وقد مثلت سودها مورتي في هذا الفيلم، ثُم مثلت لاحقًا في فيلم آحر باللغة الكنادية بعنوان «براتانا».[20][21]
- سوكيشيني ماتو إيتارا ماكالا كاتيغالو: صدر باللغة الكنادية عام 2008.
- بارديهي: صدر باللغة الكنادية عام 2009.
- الطائر ذو الأجنحة الذهبية: رواية صدرت باللغة الإنجليزية عام 2009.
- اليوم الذي توقفت فيه عن شرب الحليب: رواية صدرت باللغة الإنجليزية عام 2012.
- حقيبة قصص جدتي: مجموعة قصصية صدرت باللغة الإنجليزية عام 2012.
- بيت من ورق: رواية صدرت باللغة الإنجليزية عام 2013.
- الطبل السحري وقصص مفضلة أخرى: مجموعة قصصية صدرت باللغة الإنجليزية عام 2013.
- الأم التي لم أعرفها قط: صدر باللغة الإنجليزية عام 2014.
- حدث شيء ما في الطريق إلى السماء: صدر باللغة الإنجليزية عام 2014.
- سحر المعبد المفقود: صدر باللغة الإنجليزية عام 2015.
- انتقام الثعبان: صدر باللغة الإنجليزية عام 2016.
- ثلاثة آلاف غرزة: صدر باللغة الإنجليزية عام 2017.
- الرجل من البيضة: صدر باللغة الإنجليزية عام 2017.
- يريليتادا داريالي: صدر باللغة الكنادية عام 2017.
- هنا، وهناك، وفي كل مكان: صدر باللغة الإنجليزية عام 2018.
- الملك المقلوب: صدر باللغة الإنجليزية عام 2018.
- كيف أصبح البحر مالحًا: صدر باللغة الإنجليزية عام 2019.
- ابنة من شجرة الأمنيات: صدر باللغة الإنجليزية عام 2019.
- كيف اكتسب فيلم "البصل" طبقاته: صدر باللغة الإنجليزية عام 2020.
- حقيبة قصص الأجداد: صدر باللغة الإنجليزية عام 2020.
- مذكرات جوبي - العودة إلى الوطن: صدر باللغة الإنجليزية عام 2020.
- مذكرات جوبي - البحث عن الحب: صدر باللغة الإنجليزية عام 2021.
- الحكيم ذو القرنين: صدر باللغة الإنجليزية عام 2021.
- مذكرات جوبي - النشأة: صدر باللغة الإنجليزية عام 2022.
- سحر القصة المفقودة: صدر باللغة الإنجليزية عام 2022
- شائع ولكنه نادر: صدر باللغة الإنجليزية عام 2023.

## حياتها الأسرية
تزوجت سودها مورثي من ن. ر. نارايانا مورثي، الشريك المؤسس لشركة إنفوسيس.أثناء عملها كمهندسة في شركة الاتصالات في بوني، وأنجبا ابنتين، إحداهما هي أكشاتا مورتي مصممة الأزياء وزوجة رئيس وزراء المملكة المتحدة السابق ريشي سوناك.

## التكريمات والجوائز

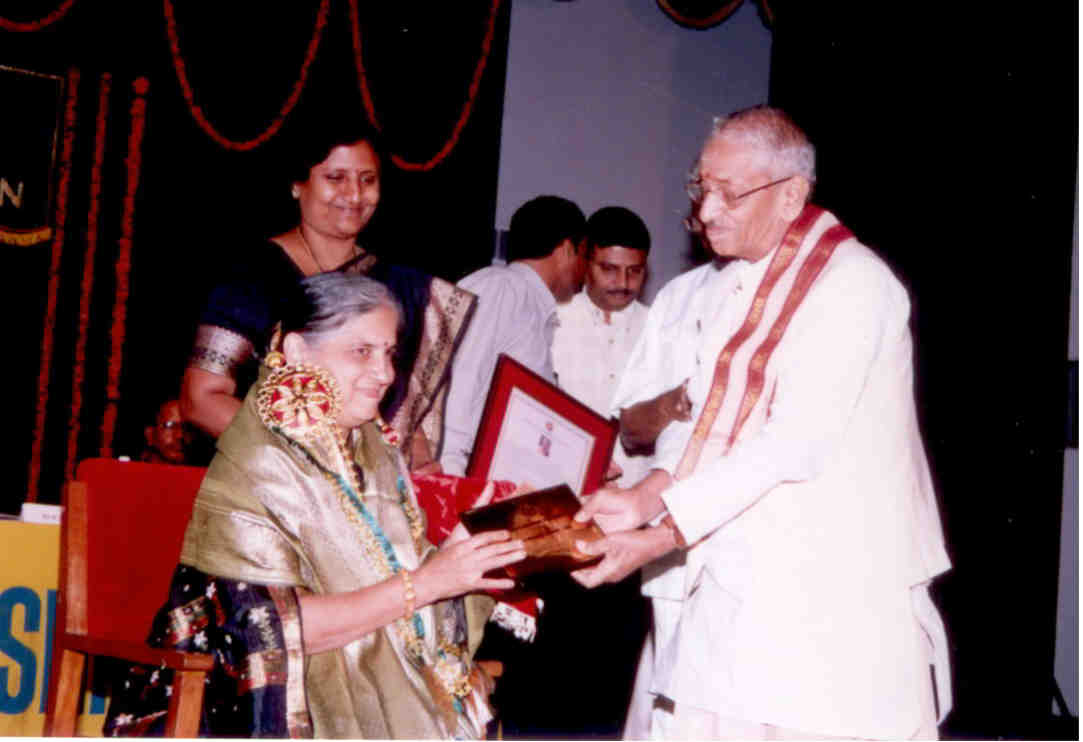
سودها مورثي أثناء تسلمها جائزة راجا لاكشمي

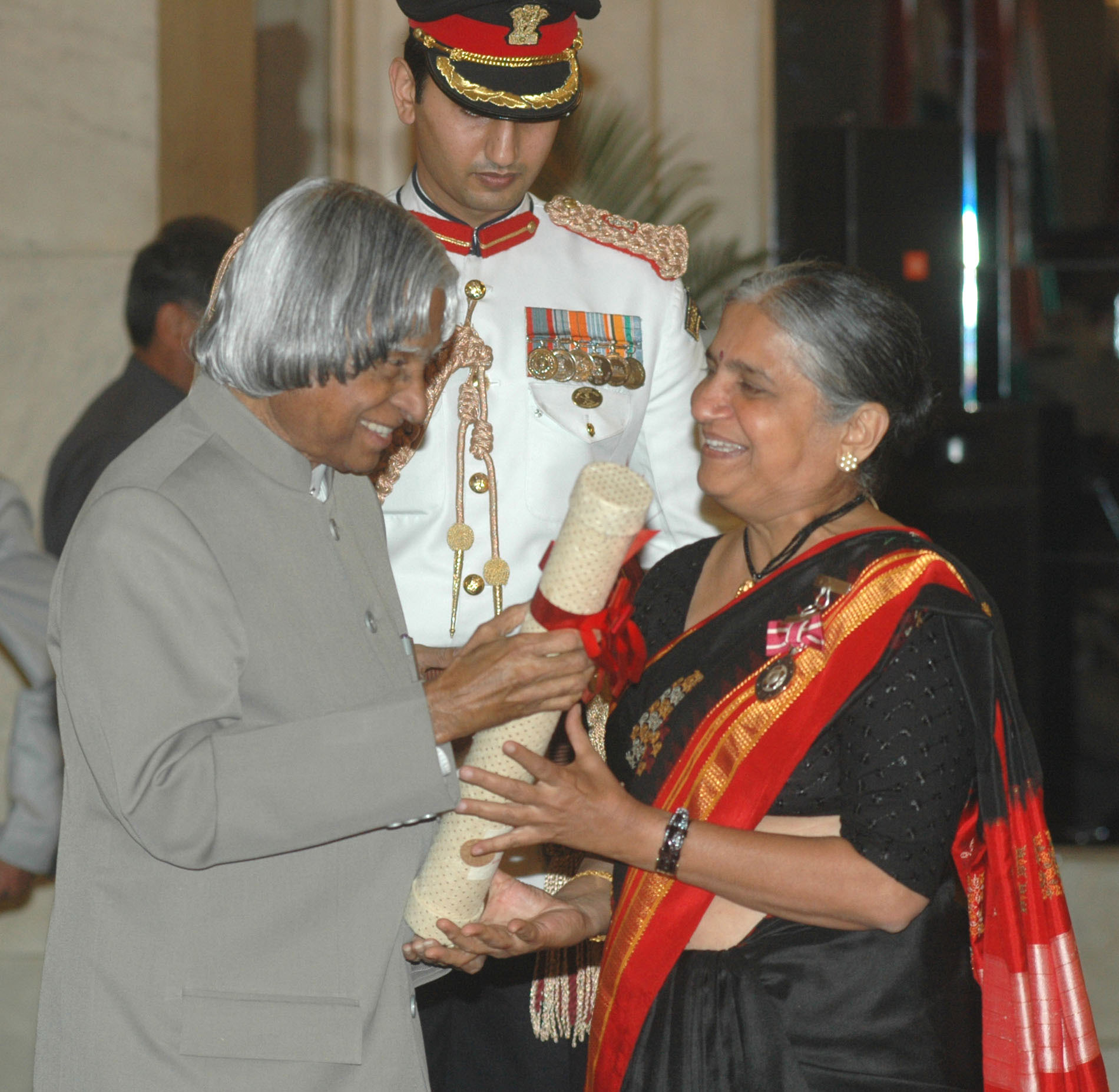
سودها مورثي وهي تتسلم جائزة بادما شري من الرئيس الهندي الأسبق أبو بكر زين العابدين عبد الكلام

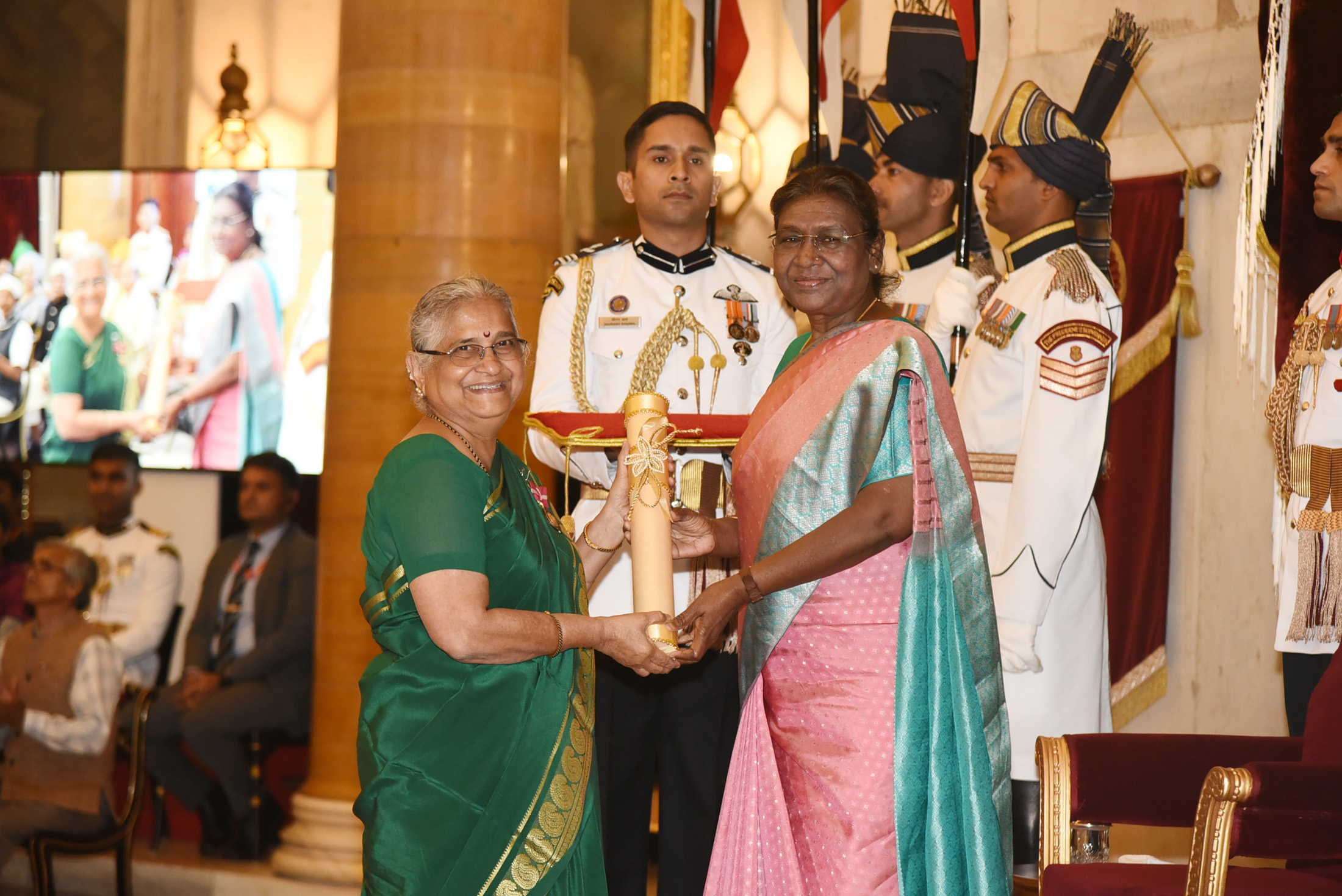
دروبادي مورمو يقدم جائزة بادما بوشان لسودها مورثي

مُنحت سودها مورثي في عام 2004 جائزة راجا-لاكشمي من مؤسسة سري راجا-لاكشمي في تشيناي، ثُم منحتها حكومة الهند في عام 2006 جائزة بادما شري، وهي رابع أعلى جائزة مدنية في الهند، كما حصلت في نفس العام على جائزة آر. كي. نارايانا للأدب، وفي عام 2010 مُنحت جائزة دانا شينتاماني أتيمابي من حكومة ولاية كرناتكا. وفي عام 2011 مُنحت سودها مورثي درجة الدكتوراه الفخرية في القانون تقديرا لمساهماتها في تعزيز التعليم القانوني الرسمي والمنح الدراسية في الهند، ثُم مُنحت جائزة باسافا شري في عام ٢٠١٣ مُناصفة مع زوجها نارايان مورثي تقديرًا لإسهاماتهما في المجتمع. وفي عام ٢٠١٨: حصلت سودها مورتي على جائزة الكلمات المتقاطعة في فئة الكتب الشعبية غير الروائية، وفي عام ٢٠١٩: منحها معهد كانبور الهندي للتقنية درجة الدكتوراه الفخرية في العلوم، وفي عام 2023، مُنحت جائزة بادما بوشان، ثالث أعلى جائزة مدنية في الهند، ثُم مُنحت في نفس العام جائزة ساهيتيا أكاديمي بال ساهيتيا بوراسكار، ثُم حصلت في نفس العام أيضًا على الجائزة الهندية العالمية، والتي تُقدر قيمتها بنحو ٥٠ ألف دولار أمريكي، وتُمنح سنويًا لشخصية هندية بارزة تركت بصمةً بارزة في مجالها المختار. كان زوجها نارايانا مورثي قد حصل على نفس الجائزة في عام ٢٠١٤، ليصبحا بذلك أول زوجين يحصلان على هذه الجائزة، وقد تبرعت سودها مورتي بمبلغ الجائزة لمعهد فيلد التقني التابع لجامعة تورنتو. وفي 8 مارس (آذار) 2024 رُشحت سودها مورثي لعضوية مجلس الشيوخ الهندي، والمعروف باسم راجيا سابها، تقديرًا لإسهاماتها في العمل الاجتماعي والخيري وفي مجال التعليم.